# Bill Bellamy
Pour les articles homonymes, voir Bellamy.
William Bellamy, dit Bill Bellamy, né le 7 avril 1965 à Newark, dans le New Jersey, est un acteur et humoriste de stand-up américain.
Il a notamment prêté sa voix à la marionnette Skeeter dans la série Cousin Skeeter (1998-2001).

## Filmographie

### Cinéma
- 2016 : Comment se remettre d'un chagrin d'amour (The Bounce Back) (TV) : Terry Twist
- 2016 : Un flic à la maternelle 2 (Kindergarten Cop 2) : Sanders
- 2002 : Le Coup de Vénus (Buying the Cow) de Walt Becker
- 2002 : Fastlane
- 2001 : The Brothers (Brian Palmer)
- 1999 : L'Enfer du dimanche (Any Given Sunday) d'Oliver Stone
- 1999 : Allergique à l'amour (en) (Love Stinks) de Jeff Franklin
- 1997 : Trop de filles, pas assez de temps (Def Jam's How to Be a Player)
- 1996 : Kenan et Kel (série) dans son propre rôle.
- 1996 : Liens d'acier  de  Kevin Hooks
- 1996 : I want my MTV
- 1993 : Who's the Man? de Ted Demme

### Télévision
- 1998 - 2001 : Cousin Skeeter (A prêté sa voix pour le pantin dans la version originale de la série)
- 2012 - : Mr. Box Office : Marcus Jackson
- 2020 : Self Made : Sweetness